# Sadist
Sadist – włoska grupa muzyczna wykonująca progresywny death metal. Powstała 1990 roku w Genui.

## Dyskografia
Albumy studyjne
- Above the Light (1993, Nosferatu Records)
- Tribe (1996, Rising Sun Productions)
- Crust (1997, Displeased Records)
- Lego (2000, System Shock)
- Sadist (2007, Beyond Productions)
- Season in Silence (2010, Liveglobal/Self)[3]
- Hyaena (2015, Scarlet Records)[4]

Minialbumy i dema
- Black Screams (1991, demo, Obscure Plasma Records)
- Black Screams (1992, Obscure Plasma Records)

## Teledyski
| Rok  | Tytuł                   | Reżyseria          | Album             | Źródło |
| ---- | ----------------------- | ------------------ | ----------------- | ------ |
| 1996 | "Tribe"                 | —                  | Tribe             | [ 5 ]  |
| 1997 | "Fools And Dolts"       | —                  | Crust             | [ 5 ]  |
| 2007 | "One Thousand Memories" | Beyond Productions | Sadist            | [ 5 ]  |
| 2007 | "Tearing Away"          | —                  | Sadist            | [ 5 ]  |
| 2010 | "Broken And Reborn"     | Davide Cilloni     | Season in Silence | [ 5 ]  |